# GeoWizard
GeoWizard本名湯瑪士·喬治·戴維斯（英語：Thomas George Davies），是英國的YouTuber與探險家，他擅長網頁遊戲GeoGuessr，發布影片以GeoGuessr與「直線行走挑戰」等野外冒險紀錄為主題。

## 生平
戴維斯出生於英格蘭奧爾德里奇，在成為Youtuber前曾以魚販、貨車司機與調酒師等為業。2015年5月15日，他創立了名為GeoWizard的Youtube頻道，截至2022年底，GeoWizard的訂閱人數已超過116萬，影片瀏覽此數超過1.65億。除拍攝影片外戴維斯還會作曲，將自己創作的樂曲用作影片的背景音樂。

## 影片
戴維斯以擅長網頁遊戲GeoGuessr知名，此網頁遊戲中玩家需根據隨機的Google街景圖裡的線索，猜測該街景在世界上的位置。
除拍攝GeoGuessr影片外，GeoWizard頻道也發布許多戶外探險影片，在「直線行走挑戰」系列中，戴維斯手持GPS裝置，以直線行走穿越一個國家。2019年他首度嘗試直線穿越威爾斯，但因天候不佳、地形比預期險峻等因素，在距海岸14公里處失敗；2020年初COVID-19疫情爆發時他與童年好友貴格（Greg）再度嘗試直線穿越威爾斯，但再次失敗；2020年底戴維斯挑戰直線穿越挪威成功；2021年初戴維斯與貴格挑戰直線穿越蘇格蘭，但因違反防疫規定被警方攔截而失敗；2021年10月他與兄弟三度挑戰直線穿越威爾斯，雖成功完成，但因中途GPS裝置故障而偏離了直線。

## 外部連結
- 官方网站
- YouTube上的GeoWizard頻道
- GeoWizard's channel （页面存档备份，存于） on Twitch
- "16-Bit Adventure" （页面存档备份，存于） on Spotify